# العلاقات الفنزويلية الكورية الشمالية
العلاقات الفنزويلية الكورية الشمالية هي العلاقات الثنائية التي تجمع بين فنزويلا وكوريا الشمالية.

## مقارنة بين البلدين
هذه مقارنة عامة ومرجعية للدولتين:
| وجه المقارنة                                              | فنزويلا                                  | كوريا الشمالية                        |
| --------------------------------------------------------- | ---------------------------------------- | ------------------------------------- |
| المساحة (كم2)                                             | 916.45 ألف                               | 120.54 ألف                            |
| عدد السكان (نسمة)                                         | 28.87 مليون                              | 25.49 مليون                           |
| الكثافة السكانية (ن./كم²)                                 | 31.5                                     | 211.47                                |
| العاصمة                                                   | كاراكاس                                  | بيونغيانغ                             |
| اللغة الرسمية                                             | اللغة الإسبانية، لغة الإشارة الفنزويلية ‏ | لغة كوريا الشمالية القياسية ‏          |
| العملة                                                    | بوليفار فنزويلي                          | وون كوري شمالي                        |
| الناتج المحلي الإجمالي (بليون دولار)                      | 482.36 مليار                             |                                       |
| الناتج المحلي الإجمالي (تعادل القوة الشرائية) بليون دولار |                                          |                                       |
| الناتج المحلي الإجمالي الاسمي للفرد دولار أمريكي          |                                          |                                       |
| الناتج المحلي الإجمالي للفرد دولار أمريكي                 |                                          |                                       |
| مؤشر التنمية البشرية                                      | 0.762                                    |                                       |
| رمز المكالمات الدولي                                      | +58                                      | +850                                  |
| رمز الإنترنت                                              | .ve                                      | .kp                                   |
| المنطقة الزمنية                                           | 00                                       | ت ع م+08:30، ت ع م+08:30، ت ع م+09:00 |

## منظمات دولية مشتركة
يشترك البلدان في عضوية مجموعة من المنظمات الدولية، منها:
| علم المنظمة | اسم المنظمة                   | تاريخ انضمام فنزويلا | تاريخ انضمام كوريا الشمالية |
| ----------- | ----------------------------- | -------------------- | --------------------------- |
|             | يونسكو                        | 25 نوفمبر 1946       | 18 أكتوبر 1974              |
|             | الاتحاد الدولي للاتصالات      | 13 أغسطس 1920        | ?                           |
|             | الاتحاد البريدي العالمي       | ?                    | ?                           |
|             | الأمم المتحدة                 | 15 نوفمبر 1945       | 17 سبتمبر 1991              |
|             | المنظمة الهيدروغرافية الدولية | ?                    | ?                           |

## وصلات خارجية
- موقع وزارة الخارجية الفنزويلية
- موقع وزارة الخارجية الكورية الشمالية